# Christopher Gorham
Christopher Gorham (Fresno, 14 augustus 1974) is een Amerikaanse acteur.
Gorham studeerde aan de UCLA en studeerde af in de richting Film & Theater.
Hij speelt vanaf 1997 in diverse televisieseries die ook in Nederland werden of worden uitgezonden, zoals Party of Five, Medical Investigation en Ugly Betty. Hij won een CAMIE Award voor zijn rol in de film The Other Side of Heaven.
Bij de opnamen van Popular leerde hij de actrice Anel Lopez kennen, met wie hij in 2002 trouwde.